# Elecciones federales de Alemania de julio de 1932
Las elecciones federales de Alemania de julio de 1932 tuvieron lugar el 31 de julio del mencionado año con el propósito de elegir a los miembros del séptimo Reichstag republicano. Estas elecciones fueron adelantadas después de que el canciller Franz von Papen disolviera el parlamento. Fueron los segundos comicios desde que, tras la derrota de la coalición gobernante en 1930, la frágil república cayera en un estado de estancamiento político, sin gobiernos electos y cancilleres débiles designados por decreto por el presidente Paul von Hindenburg.
Posicionado tras su gran desempeño en las elecciones presidenciales de abril, si bien no consiguió ganar, el Partido Nacionalsocialista Obrero Alemán (NSDAP o Partido Nazi) liderado por Adolf Hitler, logró posicionarse por primera vez como la primera fuerza política de Alemania al obtener el 37.27% de los votos y una primera minoría de 230 escaños. Sin embargo, se halló lejos de obtener mayoría absoluta. El Partido Socialdemócrata (SPD) presidido por Otto Wels, sufrió una sorpresiva y abrumadora derrota al recibir el 21.58% de los votos y 133 escaños, continuando su tendencia decreciente con respecto a los anteriores comicios y además perdiendo el monopolio de la primera minoría en el legislativo alemán, que conservaba ininterrumpidamente desde 1912, siendo la primera elección desde 1890 en la que no era la fuerza política más votada. Pasarían cuarenta años hasta que volviera a serlo, en las elecciones de 1972. El Partido Comunista de Alemania (KPD) logró un 14.32% de los sufragios y 77 escaños, incrementándose su apoyo electoral. El Partido de Centro (Zentrum) del canciller Papen quedó en cuarto lugar con un 12.44% y 68 escaños, seguido por el Partido Nacional del Pueblo Alemán (DVNP) de Alfred Hugenberg. La participación fue del 84.10% del electorado registrado.
Al igual que en los anteriores comicios, las fuerzas de carácter extremista (el NSDAP y el KPD) lograron juntos una mayoría en la cámara, lo que evitó que cualquiera de los espectros políticos dominantes (la extrema derecha, los partidos moderados de ideología variada, y la extrema izquierda) pudiese formar gobierno. Finalmente, el 12 de septiembre, al momento de realizarse la primera sesión del Reichstag, el Partido Nazi trató de ejecutar una moción de censura contra el gobierno de Papen, lo que provocó que éste disolviera el legislativo instantáneamente y convocara a nuevas elecciones para noviembre.

## Antecedentes
Al ser incapaz de postergar las elecciones presidenciales de 1932, el canciller Heinrich Brüning perdió el apoyo de su protector, el general Kurt von Schleicher. El anciano presidente Paul von Hindenburg quedó decepcionado con Brüning, a pesar de que había trabajado intensamente para lograr su reelección. Schleicher decidió esperar hasta después de la elección presidencial para propiciar la caída de Brüning, ya que su apoyo era útil para la campaña de Hindenburg.
El 10 de abril, Hindenburg fue reelegido, derrotando por un amplio margen a Adolf Hitler, su principal rival. Fue entonces cuando Schleicher entró en acción. Tras deshacerse de su antiguo protector, el general Wilhelm Groener, ministro de Defensa y principal aliado de Brüning, Schleicher convenció a Hindenburg para que solicitara la renuncia a Brüning el 29 de mayo. Entonces, Hindenburg nombró canciller a Franz von Papen, de nuevo gracias a la intervención de Schleicher, quien le aseguró al presidente que Papen lograría convencer a los nazis de apoyar al nuevo gobierno.
El partido nazi se enfrentaba en aquel momento a una orden de disolución de su brazo paramilitar, las SA, y Schleicher le había asegurado a Hitler que Papen anularía esta orden, con la condición de que apoyase al gobierno de Papen, que los nazis veían como un gobierno de transición. Hitler creyó entrever que Schleicher le había ofrecido la cancillería después de Papen, pero aunque Schleicher realmente veía a Papen como una solución transitoria, no pensaba entregar a los nazis el poder, sino que pensaba cambiar la Constitución con el objetivo de que el siguiente gobierno, dominado por él, fuese más fuerte.
El 4 de junio, Papen, recién nombrado canciller, disolvió el Reichstag y llamó a nuevas elecciones. Papen incumplió el plan de Schleicher desde el principio, ya que no logró que su partido, el Zentrum, lo apoyara. Los centristas católicos querían que los nazis participasen en un gobierno de coalición, donde no llevarían la batuta y se desgastarían aprobando leyes impopulares. De esta manera, pensaban mostrar que Hitler no era capaz de cumplir sus promesas. Papen no quería exponer a los nazis, y su partido lo abandonó. Al ser Papen incapaz de formar un gabinete, Hindenburg tuvo que formar un gabinete para su Canciller.

## Campaña
El 15 de junio, Papen anuló la orden de prohibición de las SA. Desde entonces, las calles de las ciudades alemanas fueron escenario de una batalla campal entre las SA nazis y los comunistas. En julio, murieron 38 simpatizantes de los nazis y 30 comunistas en enfrentamientos y revueltas.
En el oeste de Alemania, el rechazo a los nazis fue mayor. El 17 de julio, los nazis realizaron una marcha por Altona, un suburbio obrero de Hamburgo, muriendo 19 personas y resultando heridas otras 285 tras graves enfrentamientos. El 12 de julio, Hitler y Goebbels habían sido apedreados por comunistas en Hagen. Hitler también encontró un tratamiento hostil en Düsseldorf, Elberfeld y Dortmund. Incluso Goebbels fue perseguido en su ciudad natal.

Territorios bajo jurisdicción prusiana (excepto Berlín), que fueron controlados por Papen luego del Preußenschlag (golpe prusiano).

En los territorios bajo jurisdicción prusiana, los enfrentamientos habían sido particularmente duros, y cuando los partidos políticos, excepto el nazi y el comunista, solicitaron medidas para restablecer el orden, Papen disolvió el gobierno constitucional de Prusia de Otto Braun, y tomó personalmente las riendas del mismo. Schleicher presentó "evidencias" de que el gobierno prusiano estaba trabajando con los comunistas, y, amenazando con usar la fuerza desalojó a los ministros socialistas. Se declaró la ley marcial en Berlín, y el General Gerd von Rundstedt, comandante militar local, realizó una serie de arrestos. Los socialistas entregaron el Estado Libre de Prusia, probablemente el gobierno alemán más democrático hasta entonces, al autoritario Papen, casi sin ofrecer resistencia. Los comunistas hicieron llamamientos a una huelga general, pero la población no respondió. Algunos historiadores consideran que este golpe de Papen marcó realmente el fin de la República de Weimar, a pesar de que los nazis no llegaron al poder sino hasta ocho meses después. El "Preußenschlag" de Papen marcó además el declive de la socialdemocracia en Alemania, que quedó reflejado en las elecciones de julio.
La campaña de los nazis se caracterizó por las grandes multitudes que acudían a los discursos de Hitler. El 27 de julio, Hitler llegó a hablar ante 240.000 personas en distintos eventos.
El Centro acusó a los nazis de ser un movimiento pagano, mientras que los nazis acusaron al Centro de colaborar con organizaciones antirreligiosas que eran equivalentes a las que perseguían a los cristianos en la Unión Soviética y en España.

## Resultados
El 31 de julio de 1932 se realizaron las elecciones parlamentarias.
|  | 37.27 % |

|  | 21.58 % |

|  | 14.32 % |

|  | 12.44 % |

|  | 5.91 % |

|  | 3.23 % |

|  | 1.18 % |

|  | 1.01 % |

|  | 0.99 % |

|  | 0.40 % |

|  | 0.37 % |

|  | 0.26 % |

|  | 0.25 % |

|  | 0.11 % |

|  | 0.20 % |

|  | 0.13 % |

|  | 0.09 % |

|  | 0.04 % |

|  | 0.04 % |

|  | 0.03 % |

|  | 0.03 % |

|  | 0.13 % |

|  | 99.25 % |

|  | 0.75 % |

|  | 100.00 % |

|  | 84.06 % |

## Consecuencias
El Partido Nazi alcanzó su mayor victoria electoral hasta entonces, convirtiéndose en la fuerza política más votada, pero aun así no alcanzaba la mayoría absoluta (305 parlamentarios sobre 608) y el cargo de Canciller se escapaba de Hitler una vez más. De todas maneras, Hitler se reunió el 5 de agosto con Schleicher, a quien le demandó la Cancillería, y diversos Ministerios importantes, así como la creación de uno nuevo, Ministerio de Propaganda, para Goebbels. Hitler también exigió una ley habilitante una vez que fuese nombrado Canciller, de lo contrario disolvería el Reichstag.
Schleicher hizo creer a Hitler que cedería a sus demandas, pero días después le exigió formar un gobierno con la aprobación del Reichstag. El 13 de agosto, Hitler se reunió de nuevo con Papen y Schleicher, quienes le negaron la Cancillería. Ese mismo día, Hindenburg llamó a Hitler, que llegó acompañado de Frick y Röhm. Hindenburg, acompañado a su vez por Schleicher, Papen, Meissner y su hijo, los recibió fríamente y no los invitó a sentarse. Hindenburg declaró que no podía entregar todo el poder al movimiento nazi, y le preguntó si colaboraría con el gobierno de Papen. Luego de que Hitler se negase a formar un gobierno de coalición para tener acceso al poder, la entrevista terminó. Las razones de Hitler para negarse eran claras: la alianza con un partido conservador no le daría libertad al movimiento nazi para iniciar su revolución. Días antes Hitler había comentado a sus círculo más próximo:

Si no nos dan la oportunidad de ajustar cuentas con el Marxismo, tomar el poder es inútil.

El rechazo de Hitler trajo consecuencias inmediatas para el Partido Nazi. Las campañas electorales recientes habían dejado exhaustas las arcas del partido, y el poder no había sido tomado. Ahora, Papen y Schleicher ofrecían diversos puestos claves en el gobierno, pero Hitler continuaba con su política de un gobierno absoluto. Esto molestó a Gregor Strasser, líder del ala izquierda del Partido Nazi, y disminuyó la popularidad de los nazis.
Strasser inició negociaciones con Brüning y los centristas, con el beneplácito de Hitler, y logró que Hermann Göring fuese reconocido como Presidente del Reichstag. El 12 de septiembre, el Reichstag inició sus actividades y su primera acción fue realizar un voto de no confianza contra Papen. Hindenburg y Papen ya habían previsto esta maniobra y disolvieron el Reichstag inmediatamente después. Papen seleccionó el 6 de noviembre como fecha para las nuevas elecciones parlamentarias, ya que esperaba que para entonces sus nuevas medidas económicas habrían producido resultados positivos. Estas nuevas elecciones, hicieron que Strasser dudara más del rumbo trazado por Hitler, y eventualmente terminaría negociando con Schleicher a espaldas del futuro dictador.